# Tetraophasis obscurus
A perdiz-faisão-de-papo-castanho (Tetraophasis obscurus) é uma espécie de ave da família Phasianidae.
Apenas pode ser encontrada na China.
O seu habitat natural é: florestas boreais.